# برج الجمجمة
برج الجمجمة ((بالصربية: Ћеле кула)‏ ، تلفظ [Ćele kula]) هو مبنى حجري مدمج مع جماجم بشرية يقع في نيش، صربيا. شيدته الإمبراطورية العثمانية في أعقاب معركة شيغار في مايو 1809، أثناء الانتفاضة الصربية الأولى. حاصر العثمانيون الثائرون الصربيون في المعركة بقيادة ستيفان سينجليتش في تل سيغار بالقرب من نيش، مع علمه بأنه ومقاتليه سيتعرضون للتخوزق إذا تم القبض عليهم، فجر سينجليتش مخزن مسحوق داخل حصن الثائرون، وقتل نفسه ومرؤوسيه والجنود العثمانيين الغازون. أمر حاكم روميليا إيالت، خورشيد باشا، ببناء برج من جماجم المتمردين الذين سقطوا. كان طول البرج 4.5 متر (15 قدم) ، وكان يحتوي في الأصل على 952 جمجمة مدمجة على أربعة جوانب في 14 صفًا.
في عام 1861، أمرآخر حاكم عثماني لنيش مدحت باشا بتفكيك برج الجمجمة بعد انسحاب العثمانيين من نيش في عام 1878، وتم ترميم الهيكل سقوفه جزئيًا باستخدام بالداتشين. في عام 1892 بدأ بناء كنيسة صغيرة تحيط بالهيكل في واكتملت في عام 1894 وتم تجديد الكنيسة في عام 1937 وفي العام التالي تمت إضافة تمثال نصفي لسينجليتش، أُعلن في عام 1948 أن برج الجمجمة والكنيسة المحيطة به على أنها آثار ثقافية ذات أهمية استثنائية وخضعت لحماية جمهورية صربيا الاشتراكية، وتم تجديد الكنيسة مرة أخرى في عام 1989.
اعتبارًا من عام 2022، لا تزال 58 جمجمة مضمنة في جدران برج الجمجمة ويقال أن القطعة التي تخص سينجلي محاطة بوعاء زجاجي مجاور للهيكل، نظرًا لكونها رمزًا للاستقلال من قبل العديد من الصرب، فقد أصبحت منطقة جذب سياحي شهيرة، يزورها ما بين 30000 و 50000 شخص سنويًا.

## تاريخ

### بناء

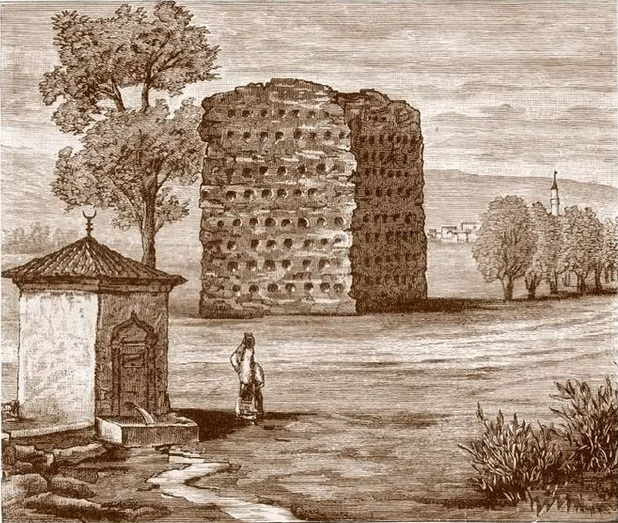
برج الجمجمة كما تم تصويره في رسم عام 1863 بواسطة فيليكس فيليب كانيتز

اندلعت الانتفاضة الصربية الأولى ضد الحكم العثماني في فبراير 1804، وكان كاراجورجي زعيمها.  في 19 مايو 1809، تعرض 3000 متمرّد صربي بقيادة ستيفان سينجليتش لهجوم من قبل العثمانيين على تل شيغار في نيش. عانى المتمردون من نقص التنسيق، ويرجع ذلك غالباً إلى التنافس بين القادة ميلوج بتروفيتش وبيتر دوبرينجاك. ونتيجة لذلك، فشل مقاتلو سينجليتش في الحصول على دعم من كتائب المتمردين الأخرى.  فقد العثمانيون المتفوقون عدديًا آلاف الجنود في عدد من الهجمات الفاشلة ضد المتمردين، لكن في النهاية تغلبوا على الخطوط الصربية. مع العلم أنه هو ورجاله سيتعرضون للتخوزق إذا تم أسرهم، أطلق سينجليتش النار على مخزن البارود الخاص به مما أدى إلى انفجار هائل، أدى الانفجار إلى مقتله هو وكل من في المنطقة المجاورة.    

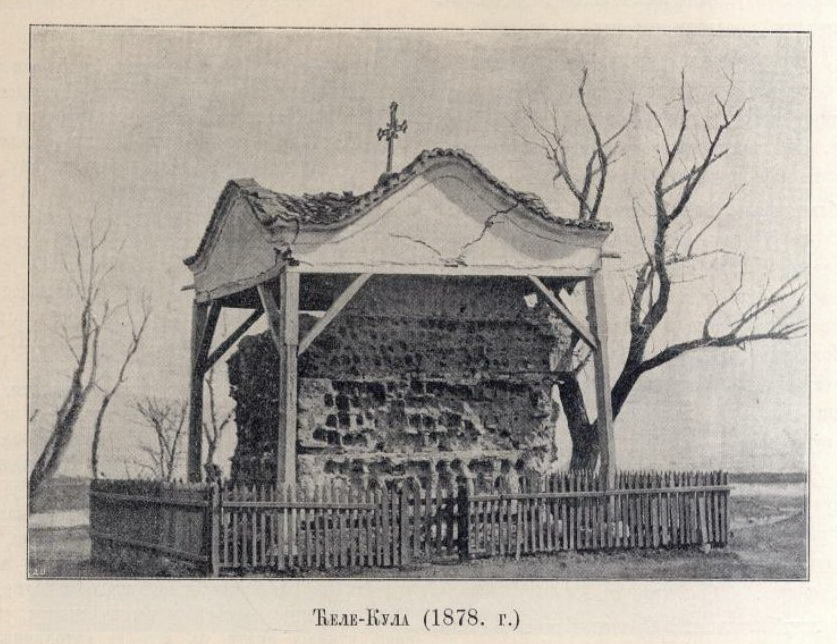
برج الجمجمة عام 1878

بعد المعركة، أمر حاكم روميليا خورشيد باشا بسلخ وتحنيط رؤوس سينجليتش ورجاله وإرسالهم إلى السلطان العثماني محمود الثاني. بعد أن نظر إليها السلطان، أعيدت الجماجم إلى نيش، حيث بنى العثمانيون برج الجمجمة كتحذير للسكان الغير مسلمين الذين يفكرون في التمرد.  عُرفت الإمبراطورية العثمانية ببناء أبراج من جماجم المقاتلين المتمردين من أجل إثارة الرعب بين خصومها.  تم بناء برج الجمجمة على الطريق من اسطنبول إلى بلغراد.  وقد بني من الرمل والحجر الجيري.  يبلغ طول الهيكل 4.5 متر (15 قدم) ارتفاعاً.  كانت تتألف في الأصل من 952 جمجمة مدمجة في أربعة جوانب في 14 صفًا.  أطلق عليها السكان المحليون اسم ćele kula ، من الكلمة التركية kelle kulesi ، والتي تعني «برج الجمجمة». 
زار الشاعر الرومانسي الفرنسي ألفونس دي لامارتين البرج أثناء مروره عبر نيش عام 1833. وفي ذلك الحين، كانت الجماجم قد تم تبييضها بالفعل من التعرض للعوامل الجوية.  كتب دي لامارتين لاحقًا: «استقبلت عيني وقلبي رفات هؤلاء الرجال الشجعان الذين شكلت رؤوسهم المقطوعة الركيزة الأساسية لاستقلال وطنهم». «آمل أن يحتفظ الصرب بهذا النصب التذكاري! سيعلم دائمًا أطفالهم قيمة استقلال الشعب، ويظهر لهم الثمن الحقيقي الذي كان على آباءهم تسديده مقابل ذلك.»   جذب بيان دي لامارتين العديد من المسافرين الغربيين إلى نيش. في أعمال كاتب الرحلات البريطاني ألكسندر ويليام كينجليك، التي نُشرت عام 1849. 

### تفكيك وحفظ
في السنوات التي أعقبت بنائه، سقطت العديد من الجماجم من جدران البرج، وتم أخذ بعضها لدفنها من قبل الأقارب معتقدين أنهم يستطيعون التعرف على جماجم أفراد أسرهم المتوفين، وبعضها أخذها صائدي السلع التذكارية.  أمر آخر حاكم عثماني لنيش مدحت باشا، بتفكيك برج الجمجمة في عام 1861.  أدرك أن الهيكل لم يعد وسيلة فعالة لتثبيط المتمردين المحتملين وأثار فقط الاستياء ضد العثمانيين، مذكرا السكان المحليين في الماضي من قسوة الإمبراطورية.  أثناء التفكيك، تمت إزالة الجماجم المتبقية من البرج. 

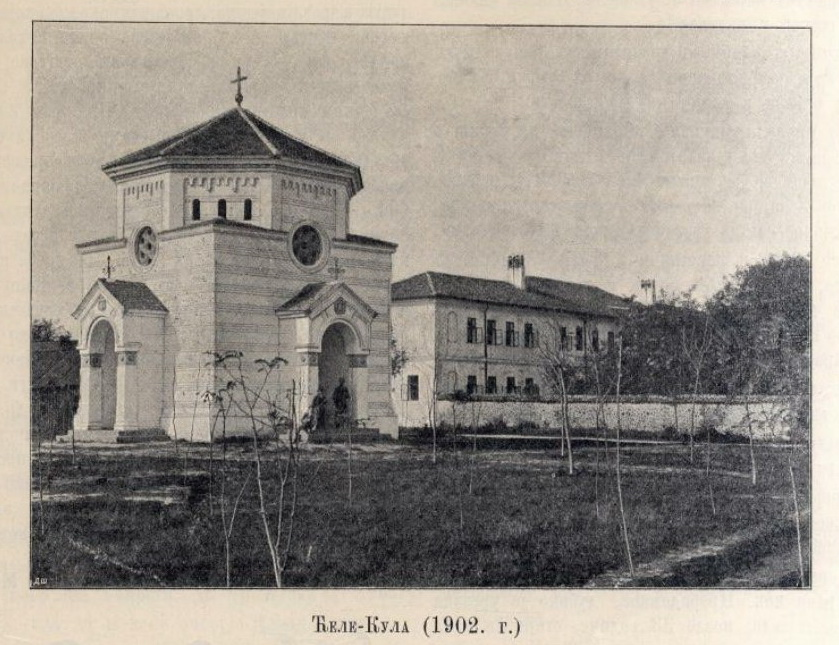
الكنيسة الصغيرة التي تحتوي على البرج ، 1902

بعد انسحاب العثمانيين من نيش في عام 1878، جاب الجيش الملكي الصربي المدينة والمناطق المحيطة بها بحثًا عن الجماجم المفقودة. تم العثور على إحداها مغروسة في أعماق جدران البرج وأرسلت إلى المتحف الوطني في بلغراد. تبع ذلك بناء سقف بالداتشين الذي كان يعلوه صليب. وفي عام 1892، بدأ العمل في بناء الكنيسة الصغيرة التي كان من المقرر أن تحيط بالبرج. صممت أسس الكنيسة من قِبل المهندس المعماري ديميتري تي ليكو، وكرست في عام 1894.  ولوحة متفانية بالقرب من الكنيسة عام 1904 تقول: «إلى المحررين الصرب الأوائل بعد كوسوفو». 
تم تجديد الكنيسة في عام 1937 وأضيف تمثال نصفي لسينجليتش في العام التالي. في عام 1948، تم الإعلان بأن برج الجمجمة والكنيسة من المعالم الثقافية ذات الأهمية الاستثنائية وتحت حماية جمهورية صربيا الاشتراكية. تم إجراء مزيد من التجديدات للكنيسة مرة أخرى في عام 1989.  اعتبارًا من عام 2022، لا تزال 58 جمجمة مغروسة في جدران البرج.  الجمجمة التي قيل بأنها تنتمي إلى سينجليتش استقرت في وعاء زجاجي مجاور للهيكل. 

## إرث

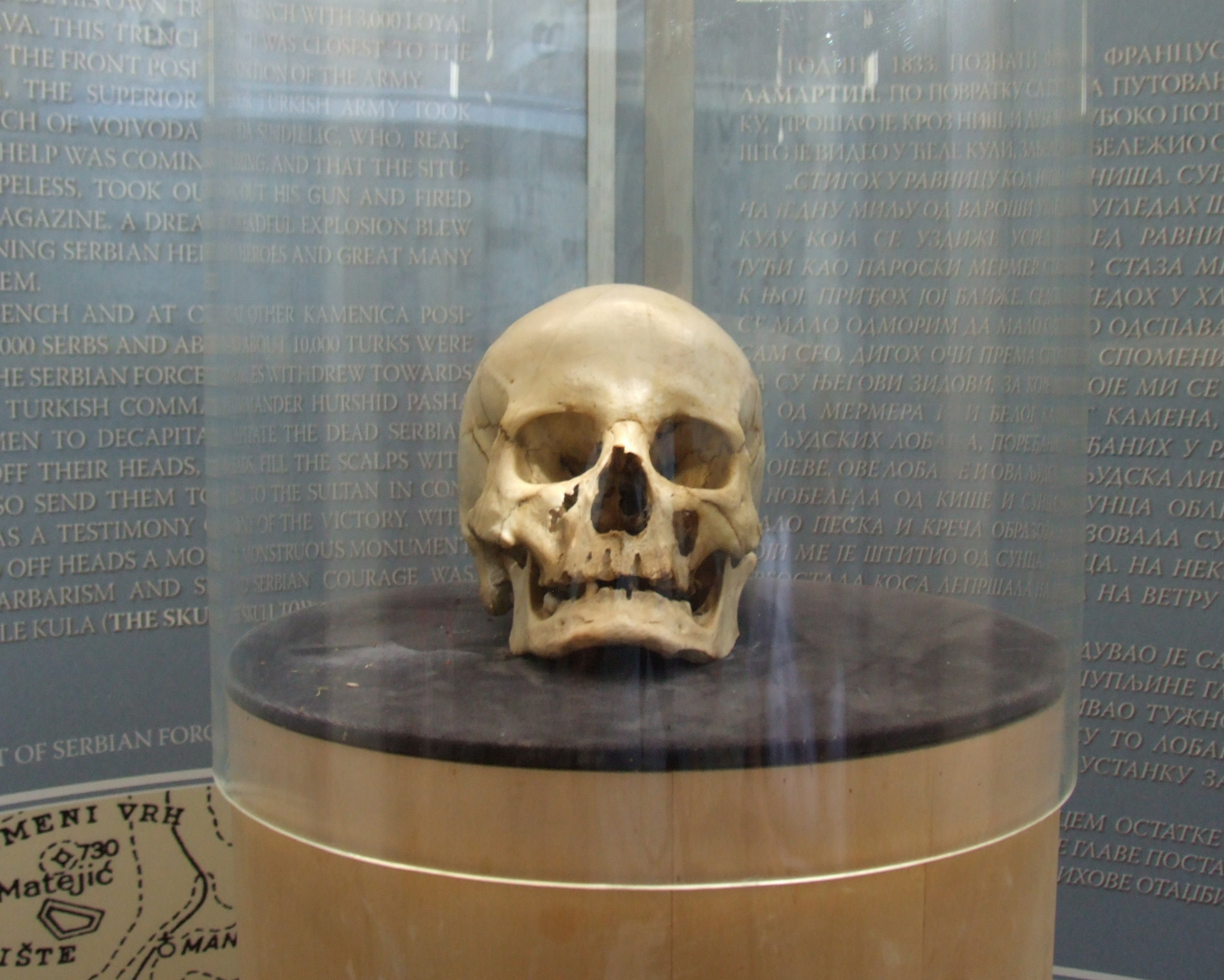
الجمجمة التي يقال إنها تنتمي إلى ستيفان سينجيليتش

في العقود التي تبعت بنائه، أصبح برج الجمجمة مكانًا للحج الصربي.  كتب العالم السياسي بيلجسو سومر: «يستمر برج الجمجمة في العمل كموقع تراثي هام للهوية الوطنية الصربية».  ويُعتبر في صربيا دلالة لنضال البلاد من أجل التحرر عن الإمبراطورية العثمانية بين الصرب داخل وخارج البلاد. 
برج الجمجمة هو موضوع قصيدة شهيرة كتبها الشاعر الصربي الحداثي فاسكو بوبا.  ظهرت على غلاف ألبوم فرقة الروك الصربية Riblja Čorba نسخة 1985 Istina ، مع وجوه أعضاء الفرقة مدمجة في جدران البرج. صمم الغلاف من قِبل الفنان يوغوسلاف فلاهوفيتش. 
يحتوي معرض في المتحف العسكري في بلغراد على نسخة طبق الأصل من البرج.  قبل تفكك يوغوسلافيا، زار عشرات الآلاف من تلاميذ المدارس من جميع أنحاء يوغوسلافيا النسخة الأصلية في نيش.  ولا يزال برج الجمجمة أحد أكثر الوجهات السياحية زيارة في صربيا، جاذباً ما بين 30.000 و 50.000 زائر سنويًا. 

## روابط خارجية
- معركة egar ، الموقع الرسمي لبلدية نيش باللغة الإنجليزية
- ايلي كولا المتحف الوطني نيش باللغة الصربية